# Fürstenhagen (Uslar)
Fürstenhagen ist eine Exklave und südlichster Ortsteil der Stadt Uslar im niedersächsischen Landkreis Northeim in Deutschland.
Mit seinen 325 Einwohnern ist Fürstenhagen einer der kleineren Ortsteile der Stadt Uslar.

## Lage
Das Dorf Fürstenhagen liegt in Südniedersachsen und wird an drei Seiten vom Nordende des Bramwaldes (naturräumliche Einheit Nr. 3705) umfangen. Die Entfernung nach Uslar beträgt 9 km, nach Kassel (im Süden) 32 km, nach Göttingen im Osten 20 km und zur nördlich gelegenen Landeshauptstadt Hannover 88 km (alle Angaben Luftlinie).
Fürstenhagen befindet sich zwischen den Tälern der Weser im Westen und der Schwülme im Osten auf 240 bis 400 m ü. NHN. Es liegt im Tal des Hessenbachs (ein Schwülme-Zufluss), der südlich von Fürstenhagen entspringt, die Ortschaft in nordöstlicher Richtung durchfließt und von der Quelle bis zum Übergang nach Hessen Sahlbach genannt wird. Fürstenhagen ist von Feldern und Wiesen umsäumt, die wiederum von waldreichen Höhenzügen umgeben sind.
Der Ortsteil Fürstenhagen ist eine Exklave von Uslar, weil er mit der Gemeinde nicht unmittelbar verbunden ist, sondern überwiegend von Teilen des nordhessischen Landkreises Kassel sowie von solchen des niedersächsischen Landkreises Göttingen umgeben ist. Die einzige nach Fürstenhagen führende Kreisstraße verläuft durch Heisebeck, einen südöstlichen Ortsteil der nordhessischen Gemeinde Wesertal, nach Süd-Südwesten und endet hiesig als Sackgasse.
Fürstenhagen hat das Kfz-Kennzeichen NOM (Landkreis Northeim), die Postleitzahl 37170 und die Vorwahl 05574.

## Geschichte
Fürstenhagen wurde erstmals im Jahr 1480 urkundlich erwähnt, wurde aber bereits Ende des 12. Jahrhunderts als Rodungssiedlung gegründet, woraus der Namenszusatz -hagen resultiert. Zwischen etwa 1350 und nach 1400 lag es wüst.
Seit der Gebietsreform vom 1. März 1974 ist die ehemals selbständige Gemeinde ein Ortsteil der neu gegründeten Großgemeinde Stadt Uslar.

## Ortsrat
Fürstenhagen hat einen fünfköpfigen Ortsrat, der seit der Kommunalwahl 2021 ausschließlich von Mitgliedern der „Wählergemeinschaft Fürstenhagen“ besetzt ist. Die Wahlbeteiligung lag bei 76,92 Prozent.

## Infrastruktur
- Straße: Fürstenhagen selbst ist nur durch eine über den Nachbarort Heisebeck verlaufende Stichstraße an die überregionale Landesstraße L 554 von Uslar nach Göttingen an das Fernstraßennetz angebunden. Es bestehen Busverbindungen nach Uslar und in die umliegenden Orte. Die nächsten Autobahnanschlussstellen befinden sich bei Göttingen und Nörten-Hardenberg an der A 7.
- Schiene: Die nächsten Regionalbahnhöfe bzw. Haltepunkte befinden sich in Uslar-Allershausen an der Sollingbahn sowie in Uslar-Offensen an der Strecke Ottbergen–Göttingen. In Göttingen befindet sich auch der nächstgelegene ICE/IC-Bahnhof.
- Luftverkehr: Die nächsten Flughäfen sind Flughafen Hannover und Flughafen Paderborn/Lippstadt. Uslar selbst besitzt einen kleinen Sportflugplatz.

## Tourismus und Sehenswürdigkeiten
Fürstenhagen ist touristisch kaum erschlossen. Das Dorf verfügt über einige sehenswerte Fachwerkhäuser. Unterkünfte gibt es in einem Gasthaus sowie in einer Ferienwohnung.

### Kirche

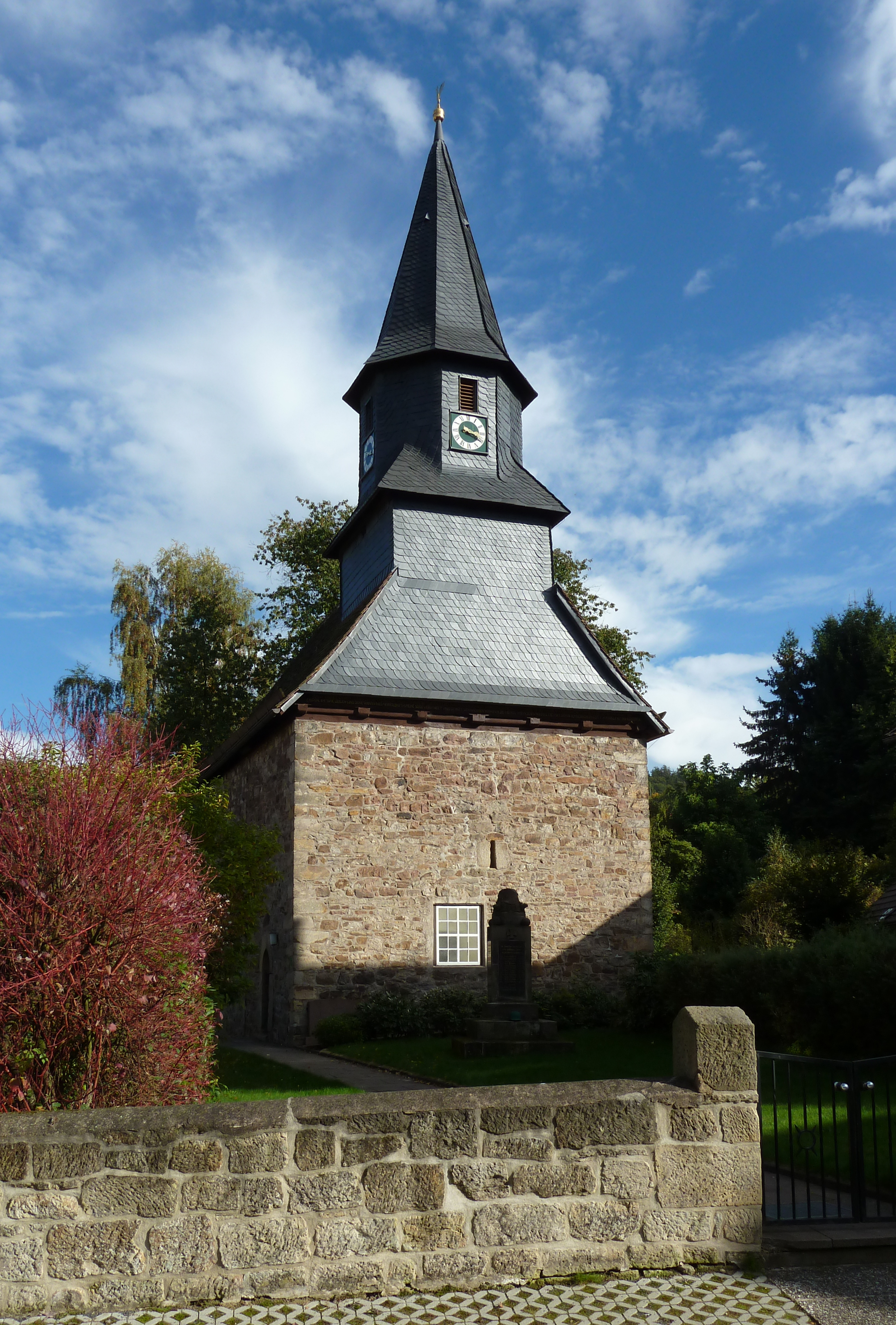
Westansicht der Kirche in Fürstenhagen

Die evangelisch-lutherische Pfarrkirche in Fürstenhagen besteht im Kern aus einem Wehrturm aus Sandstein-Bruchstein, der in das 13. Jahrhundert datiert wird und somit aus der Zeit vor dem Wüstfallen des Ortes stammt. Die Wehrkirche deckte eine nahezu quadratische Grundfläche von 8,30 mal 8,50 m ab und hat heute noch eine Höhe von etwa 7 m. Im Jahr 1563 wurde die Kapellengemeinde Fürstenhagen zur Kirchengemeinde erhoben und die Kirche im Osten um einen Fachwerkanbau erweitert. Nach dem Dreißigjährigen Krieg musste die Kirche saniert werden und erhielt dabei ihre heutige Gestalt mit hohem Dachreiter über dem Westteil des alten Wehrturms. 1967 erfolgte eine Umgestaltung des Innenraums.